# Cobubatha ipilla
Cobubatha ipilla är en fjärilsart som beskrevs av Dyar 1916. Cobubatha ipilla ingår i släktet Cobubatha och familjen nattflyn. Inga underarter finns listade i Catalogue of Life.